# Etmopterus burgessi
Etmopterus burgessi är en hajart som beskrevs av Schaaf-Da Silva och Ebert 2006. Etmopterus burgessi ingår i släktet Etmopterus och familjen lanternhajar. IUCN kategoriserar arten globalt som otillräckligt studerad. Inga underarter finns listade i Catalogue of Life.